# Vulgar Display of Power
| Críticas profissionais | Críticas profissionais |
| Avaliações da crítica  | Avaliações da crítica  |
| Fonte                  | Avaliação              |
| ---------------------- | ---------------------- |
| allmusic               | [ 1 ]                  |

Vulgar Display of Power é o sexto álbum de estúdio da banda de metal norte-americana Pantera. Ele marca o groove metal como gênero definitivo da banda.
Um dos álbuns mais influentes da década de 1990, Vulgar Display of Power é um marco na definição do gênero groove metal, principalmente por suceder Cowboys From Hell, que ainda apresentava fortes influências do thrash metal. Muitas das canções mais conhecidas da banda vieram deste álbum, como "Fucking Hostile", "Mouth for War", "This Love" e "Walk", esta última tendo alcançado o 35º lugar das paradas britânicas. É o primeiro álbum da banda a estampar o selo Parental Advisory, devido ao uso excessivo de palavrões.
Durante a década de 1990, o programa Headbangers Ball da MTV usou trechos de canções do álbum como tema de abertura, de quadros e de encerramento. Talvez o trecho mais famoso seja o grito "hostile" de Phil Anselmo, tirado do final de "Fucking Hostile". "Rise", "Regular People" e "Mouth for War" tiveram versões gravadas pelo produtor de jogos Robert Prince para o videogame de tiro em primeira pessoa Doom, e uma versão de "This Love" apareceu em Doom II.
O título do álbum vem de uma frase do filme O Exorcista, de 1973. Quando o padre Damien Karras sugere que Regan MacNeil (ou o demônio que a possui) rompa suas amarras usando sua força maligna, Regan responde: "that's much too vulgar a display of power" ("isso seria uma demonstração de poder muito vulgar").

## Faixas
| N.º | Título                         | Duração |  |
| 1.  | "Mouth for War"                | 3:57    |  |
| 2.  | "A New Level"                  | 3:57    |  |
| 3.  | "Walk"                         | 5:15    |  |
| 4.  | "Fucking Hostile"              | 2:48    |  |
| 5.  | "This Love"                    | 6:33    |  |
| 6.  | "Rise"                         | 4:36    |  |
| 7.  | "No Good (Attack the Radical)" | 4:49    |  |
| 8.  | "Live in a Hole"               | 5:00    |  |
| 9.  | "Regular People (Conceit)"     | 5:27    |  |
| 10. | "By Demons Be Driven"          | 4:40    |  |
| 11. | "Hollow"                       | 5:45    |  |

## Integrantes
- Dimebag Darrell – guitarra e vocais de apoio
- Phil Anselmo – vocais
- Vinnie Paul – bateria
- Rex Brown – baixo

## Desempenho nas paradas musicais
| Parada musical (1992)           | Melhor posição |
| ------------------------------- | -------------- |
| UK Albums Chart                 | 64             |
| U.S. Billboard 200              | 44             |
| Parada musical (1993)           | Melhor posição |
| German Albums Chart             | 69             |
| Parada musical (1997)           | Melhor posição |
| Japan Oricon Chart              | 54             |
| Parada musical (2012)           | Melhor posição |
| Belgian Albums Chart (Wallonia) | 196            |

## Certificações
| Região                | Certificações | Data                   | Vendas certificadas |
| --------------------- | ------------- | ---------------------- | ------------------- |
| U.S. (RIAA)           | Ouro          | 9 de Fevereiro de 1993 | 500,000             |
| U.S. (RIAA)           | Platina       | 7 de Novembro de 1997  | 1,000,000           |
| U.S. (RIAA)           | 2× Platina    | 7 de Julho de 2004     | 2,000,000           |
| Canadá (Music Canada) | Ouro          | 24 de Agosto de 1993   | 50,000              |
| UK (BPI)              | Ouro          | 18 de Novembro de 2004 | 100,000             |
| Austrália (ARIA)      | Platina       | –                      | 70,000              |